# ابوالفدا
اسماعیل بن علی ابوالفداء (به‌عربی: الملك المؤيد أبو الفداء عماد الدين إسماعيل بن علي) (۱۲۷۳-۱۳۳۱م)  تاریخ‌نگار و جغرافی‌دان کُرد اهل سوریه عهد مملوک بود. 
وی مبتکر ذکر مناطق بهمراه جداول طول و عرض جغرافیایی و کاشف پدیده توهم جهانگرد است.

## زندگی
وی در سال ۶۷۲ ه‍.ق در دمشق زاده شد. وی از خاندان ایوبی بود و از امیران دمشق و از خدمت‌گذاران و نزدیکان شاه مصر بود که از طرف وی به لقب «ملک الموید» نایل شده بود. وی مردی بسیار عالم و دانشمند و دوستدار علم بود و حتی برای دانشمندان نزدیک خود مستمری تعیین می‌نمود. وی در سال ۷۳۲ ه‍.ق در حمات وفات یافت.

## آثار
وی آثار زیادی داشته‌است که بیش از چند عدد از آن‌ها در دسترس نیست:
المختصر فی‌الاخبار البشر؛ این کتاب به دو قسمت تقسیم شده‌است و یک کتاب تاریخ عمومی است. قسمت اول این کتاب شامل تاریخ جاهلیت عرب و قسمت دوم تاریخ عمومی تا سال ۶۶۳ ه‍.ق و جزء چهارم تا ۷۲۹ ه‍.ق است. وی در تألیف این کتاب از بیش از بیست منبع که همگی از آثار معروف دوران وی بوده‌اند سود جسته است.
کتاب وی شامل مطالب علمی، اجتماعی و ادبی می‌باشد. دانشمندان اروپایی اهمیت زیادی به این کتاب داده‌اند و آن را به فرانسوی و لاتین ترجمه نموده‌اند و حتی جدول‌ها و فهرست‌هایی را نیز برای آن ایجاد کرده‌اند.
ابن الوردی نیز مطالب تاریخی را تا سال ۷۴۹ به این کتاب افزوده و نام آن را «تتمهة المختصر» گذاشته است. 
ابن شحنه حلبی (۱۳۴۸-۱۴۱۲م) نیز از مطالب این کتاب برای تدوین کتاب تاریخ خود روضة المناظر في علم الأوائل والأواخر استفاده کرده است.
همچنین محمد بن ابراهیم نیز این کتاب را تخلیص نموده و نامش را «لب لباب المختصر فی‌الاخبار البشر» نامیده است.
تقویم البلدان؛ وی این کتاب را در حیطهٔ جغرافیا نگارش کرده‌است. در این کتاب وی در مورد ۶۲۳ شهر تحقیق کرده. وی در تألیف این کتاب از آثار جغرافی‌دانان بنام دیگری مانند شریف ادریسی، ابن حوقل، یاقوت حموی و دیگران سود برده است.

## یادبود

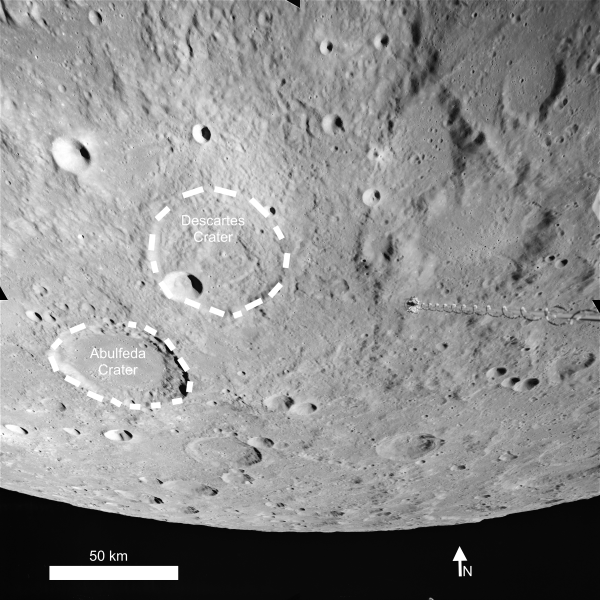
فرورفتگی ابوالفدا در نزدیکی فرورفتگی دکارت مشاهده میشود

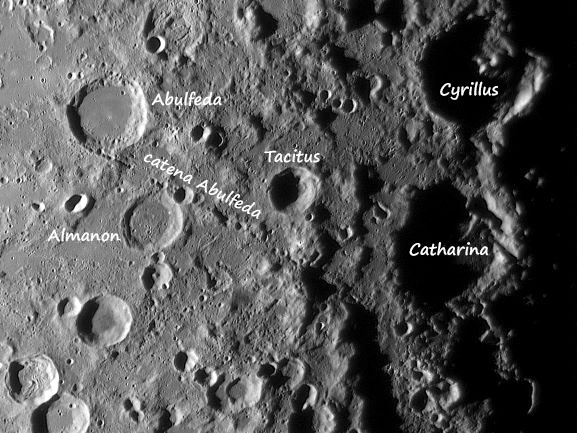
مسیر ابوالفدا

به پاس خدمات او به علم جغرافیا یکی از فرورفتگیهای سطح ماه و یک مسیر که از آن آغاز میشود به افتخار او بنام ابوالفدا نامگذاری شده اند.